# Adonisea ultima
Adonisea ultima là một loài bướm đêm trong họ Noctuidae.